# Húsafell
Húsafell è una località del comune di Borgarbyggð nell'Islanda occidentale che si trova lungo la Hálsasveitarvegur non lontano da Reykholt.
È nella parte più interna del Borgarfjörður, ricca di fiumi dove è possibile praticare la pesca. Si è sviluppata come zona turistica con case per vacanze e aree per campeggio, oltre a strutture per il tempo libero, come piscine e campi da golf.
Nei dintorni di Húsafell si trovano i ghiacciai di Eiríksjökull e Langjökull, il campo di lava di Hallmundarhraun con le grotte sotterranee di Víðgelmir og Surtshellir, le cascate di Barnafoss e Hraunfossar, la pista di Kaldidalur.